# Stromatopelma satanas
Stromatopelma satanas é uma espécie de aranha pertencente à família Theraphosidae (tarântulas).